# 石塚徹
石塚 徹（いしつか とおる、ISHITSUKA Toru、1982年7月15日 - ）は、日本の作曲家。フリーランス。

## 作品

### 映画
2010年
- 光の惑星

2011年
- スノーフレーク ※共同
- 東京プレイボーイクラブ

2012年
- シグナル～月曜日のルカ～ ※共同
- ゆめのかよいじ
- BUNGO〜ささやかな欲望〜

2014年
- 父のこころ
- ゆめはるか

2017年
- 東京ウィンドオーケストラ ※共同
- Satria Heroes: Revenge of Darkness ※共同
- 火花

2018年
- チェリーボーイズ ※共同
- 増山超能力師事務所～激情版は恋の味～ ※共同

2019年
- あまのがわ ※共同
- GOZEN-純恋の剣- ※共同
- アンダー・ユア・ベッド ※音楽プロデューサー
- 東京ワイン会ピープル ※共同

2020年
- 劇場 ※ストリングスアレンジ
- がんばれいわ!!ロボコン ウララ〜!恋する汁なしタンタンメン!!の巻 ※共同
- ぐらんぶる ※共同
- 映画館にいく日 ※編曲／ピアノ演奏

2022年
- BiSH presents PCR is PAiPAi CHiNCHiN ROCK'N'ROLL（どこから来て、どこへ帰るの）
- 夜、鳥たちが啼く

2023年
- ひみつのなっちゃん。 ※共同
- うつぶせのまま踊りたい ※共同
- はざまに生きる、春
- シェアの法則 ※共同

2024年
- ラストターン　福山健二71歳、二度目の青春
- サユリ ※共同

2025年
- アンジーのBARで逢いましょう ※共同

### ドラマ
2007年
- 週刊 赤川次郎（テレビ東京）※共同

2010年
- BUNGO -日本文学シネマ-（TBS）※共同

2011年
- カルテット（MBS、TBS）
- おくさまは18歳（BSフジ）※追加音楽

2014年
- 結婚させてください!!（NOTTV1）

2015年
- ワカコ酒（BSジャパン、テレビ東京）※BEGE名義

2016年
- ワカコ酒 Season2（BSジャパン）
- 火花（Netflix／2017年、NHK）※共同

2017年
- 増山超能力師事務所（読売テレビ、日本テレビ）※共同
- でも、結婚したいっ!～BL漫画家のこじらせ婚活記～（関西テレビ、フジテレビ）※共同
- ワカコ酒 Season3（BSジャパン、テレビ東京）
- セブンティーン、北杜 夏（YBS山梨放送）
- 男の操（NHK BSプレミアム）※共同

2018年
- 最後の晩ごはん（BSジャパン）※共同
- 居酒屋ぼったくり（BS12 トゥエルビ）※共同
- 江戸前の旬（BSテレ東）※共同

2019年
- ワカコ酒 Season4（BSテレ東、テレビ東京）
- 夫のちんぽが入らない（FOD、Netflix／2021年、フジテレビ）※共同
- 福岡恋愛白書14 天神ラブソング（KBC九州朝日放送）
- 恋するための8つの法則（dTV）※共同
- 江戸前の旬season2（BSテレ東）※共同
- 決してマネしないでください。（NHK）※共同

2020年
- 今夜はコの字で（BSテレ東）※共同
- 鈍色の箱の中で（テレビ朝日）※共同
- 福岡恋愛白書15 消えない恋の花火（KBC九州朝日放送）※音楽プロデューサー
- ワカコ酒 Season5（BSテレ東）※共同
- 女ともだち（BSテレ東）※共同
- ざんねんないきもの事典（2020年-2021年、テレビ東京）※共同
- そのご縁、お届けします-メルカリであったほんとの話-（MBS、TBS）※共同
- ワカコ酒スペシャル 飛騨酒蔵めぐり（BSテレ東、テレビ東京）※共同

2021年
- 京阪沿線物語〜古民家民泊きずな屋へようこそ（テレビ大阪、BSテレ東）※共同
- ただ離婚してないだけ（テレビ東京）※チェロアレンジ
- ごほうびごはん（BSテレ東）※共同

2022年
- 部長と社畜の恋はもどかしい（テレビ東京）※共同
- ワカコ酒 Season6（BSテレ東）※共同
- 家電侍（BS松竹東急）※共同
- いぶり暮らし（BS松竹東急）※共同
- 今夜はコの字で Season2（BSテレ東、テレビ東京）※共同
- ザ・タクシー飯店（テレビ東京）※共同
- 異世界居酒屋「のぶ」Season 2 〜魔女と大司教編〜（WOWOWプライム、WOWOW 4K）※追加音楽
- ちょい釣りダンディ（BSテレ東）※共同
- 大川と小川の時短捜査（テレビ東京）※共同
- 最果てから、徒歩5分（BSテレ東）※共同

2023年
- 家電侍スペシャル ストップ!忠臣蔵（BS松竹東急）※共同
- 異世界居酒屋「のぶ」Season3～皇帝とオイリアの王女編～（WOWOWプライム、WOWOW 4K）※追加音楽
- 育休刑事（NHK）※追加音楽
- ワカコ酒 Season7（BSテレ東）※共同

2024年
- ハコビヤ（テレビ東京）※共同
- 買われた男（テレビ大阪、BSテレ東）※共同
- 極悪女王（Netflix）※共同
- 大川と小川の休日捜査（テレビ東京）※共同

2025年
- ワカコ酒 Season8（BSテレ東、テレビ東京）※共同

### アニメ
2010年
- 魔法使いハーレイのスピードストーリー

2011年
- ちきゅうをみつめて（2011年-2012年）

2014年
- 黒の栖-クロノス-

2021年
- COSMOS ～光との約束～ ※共同
- 平穏世代の韋駄天達 ※追加音楽

2022年
- RWBY 氷雪帝国 ※追加音楽

2023年
- アリス・ギア・アイギス Expansion ※追加音楽

### 情報番組
- 今から行きたい至極グルメ ほほおちゴハン!（2022年、テレビ東京）※共同

### サウンドトラック
- 週刊 赤川次郎 オリジナル・サウンドトラック（CD）
- 乱反射 & スノーフレーク (DVD-BOX) ＜完全生産限定盤＞（特典CD）
- カルテット (DVD-BOX) ＜完全生産限定盤＞（特典CD）
- Netflixオリジナルドラマ「火花」サウンドトラック（配信）
- 映画『火花』サウンドトラック（配信）
- 男の操 音楽集（CD）
- がんばれいわ!!ロボコン ミュージック・コレクション（CD）
- MBS/TBS ドラマイズム 「そのご縁、お届けしますーメルカリであったほんとの話ー」オリジナル・サウンドトラック（配信）
- TVアニメ「平穏世代の韋駄天達」オリジナル・サウンドトラック（CD／配信）
- 今から行きたい至極グルメ ほほおちゴハン! オリジナルサウンドトラック Vol.1（CD）
- TVアニメ「RWBY 氷雪帝国」オリジナル・サウンドトラック（CD／配信）
- NHKドラマ10「育休刑事」オリジナル・サウンドトラック（配信）
- TVアニメ「アリス・ギア・アイギス Expansion」オリジナルサウンドトラック（特典CD／配信）
- 映画「サユリ」オリジナル・サウンドトラック（配信）

### CD
- em-pyei-n vari-fen jang;（Origa / ゲーム『アルノサージュ～生まれいずる星へ祈る詩～』ヴォーカルCD「Ar nosurge Genometric Concert side.蒼 ~刻神楽~」2014年）
- 北原白秋 詩と童謡の世界展 白金之独楽 付録CD（2019年）

### 楽曲提供
- 君がくれたサヨナラ（東山麻美、2015年）
- Melody（宇野友恵、2015年）

### CM
- おいしい佐賀牛 季楽（2009年、JA佐賀グループ）
- 2010 FIFAワールドカップ （2010年、テレビ朝日）
- RICOH GR（2013年、PENTAX）
- 高知家2018（2018年、高知県）
- プレミールひとくち妄想劇場（2018年、赤城乳業）
- 東急プラザ渋谷 コンセプトムービー（2019年、東急プラザチャンネル）
- ラッシーを作ろう LET’S MAKE LASSI（2020年、Ussie Lassieチャンネル）
- &TEAM 'FIREWORK' Official MV Teaser 1-1 （2023年、HYBE LABELSチャンネル）
- &TEAM 'FIREWORK' Official MV Teaser 1-3 （2023年、HYBE LABELSチャンネル）
- 幼稚園ってどんなとこ（2023年、東京都私立幼稚園連合会）

### レコーディング参加
- BLEACH 朽木ルキア with 袖白雪「WHITEOUT」
- 井上ひかり「ひとつの願い」
- 夏川りみ「いのちのリズム」
- school food punishment「light prayer -AKXMIM Remix-」
- 東京ブラススタイル「21st Century Girls」
- 手嶌葵「いまを生きて」
- いきものがかり
  - 「ノスタルジア (Orchestra Version 1)」
  - 「ノスタルジア (Orchestra Version 2)」
  - 「晴々！」
- LOOP CHILD「ever」
- KOKIA
  - 「Daybreak」
  - 「桜の樹の下」
  - 「New day, new life」
- ポルノグラフィティ「メジャー」
- レイク
  - 「誓い -strings ver.-」
  - 「素晴らしき世界 -strings ver.-」
- 斉藤和義「ONE NIGHT ACOUSTIC RECORDING SESSION at NHK CR-509 Studio」
- 近藤晃央
  - 「エーアイ」
  - 「100年後」
  - 「幸福論」
  - 「あい」
- さよならポニーテール「新世界交響楽」
- 坂本真綾
  - 「Be mine!」
  - 「レプリカ」
  - 「色彩」
  - 「逆光」
  - 「独白」
- テゴマス「ハルメキ」
- la la larks「ego-izm」
- LiSA
  - 「AxxxiS」
  - 「ASH」
  - 「ハウル」
  - 「サプライズ」
  - 「往け」
- 関ジャニ∞「Black of night」
- 安室奈美恵「Tempest」
- あたらよ「憂い桜」
- SooYoung「この世界に映っているのは誰」
- 森大翔「雪の銀河」

## コンサート
- 2007年9月15日 - Thousands of Sounds. ∼感じる自然∼
- 2009年4月24日 - Noriko Yumoto & bis Freyja Concert 2009
- 2011年8月24日 - Electric LeGo live